# Летонска кухиња
Летонска кухиња се обично састоји од пољопривредних производа, са месом у већини главних јела. Риба се обично конзумира због локације Летоније на источној обали Балтичког мора.
Летонска кухиња је под утицајем других земаља балтичког региона.  Уобичајени састојци у летонским рецептима налазе се локално, као што су кромпир, пшеница, јечам, купус, лук, јаја и свињетина . Летонска кухиња је изразито сезонска, а свако годишње доба има своје карактеристичне производе и јела.

## Оброци
Доручак је обично лаган и обично се састоји од сендвича или омлета са пићем, које је често млеко. Ручак се једе од поднева до 15 часова и обично је главни оброк у току дана; као такав може укључивати разноврсну храну, а понекад постоји и супа као предјело и десерт. Између ручка и вечере понекад се узима мањи оброк (launags), који се обично састоји од ужине, свежег воћа, слаткиша или мале порције слане хране. Конзумација готових или смрзнутих јела је сада уобичајена.  Још једна мала ужина, позната као naksniņas, популарна је пре спавања.

## Уобичајена храна и јела
Летонска кухиња је типична за балтички регион исеверну Европу. Главна јела су често богата мастима. У зачињавању се користе сушени зачини, као што су ким, црни бибер, алева паприка, а веома се цене свеже зачинско биље, као што су першун, млади лук и посебно копар.
Летонска кухиња потиче из сељачке културе и снажно се заснива на усевима који расту у поморској, умереној клими. Раж, пшеница, хељда, овас, грашак, цвекла, купус, производи од свињетине и кромпир су главне намирнице. Летонска кухиња нуди обиље варијанти хлеба и млечних производа, са тамним раженим хлебом, који се сматра летонским специјалитетом. Месо се налази у већини главних јела, али се риба такође често конзумира, посебно у обалним областима поред Балтичког мора. Уобичајене су и топло и хладно димљене врсте меса и рибе. 
Многа уобичајена јела у савременој Летонији имају своје корене у словенским, германским и нордијским културама. Популарна јела која су преузета из совјетске кухиње укључују пелмени са павлаком, украјински боршч, харинге, шашлик, расол, плов, солнце, квас,  као и десертна јела као што је медовик. Немачки утицаји се могу видети у јелима као што су карамелизовани кисели купус и свињски котлети. Пољске пљескавице од млевеног меса и пироги пуњени месом су такође веома популарни.
Алкохолно пиће које се највише конзумира је пиво,  са живописном и цветајућом сценом занатског пива.  Национални ликер је црни балзам . 

### Млечни производи
Летонија је много богатија млечним производима од других западних земаља. На располагању су свежи сир, павлака, кисело млеко и различите врсте свежих и сушених сирева. Уз топла јела обично се конзумира кефир, кисело млеко и друга ферментисана млечна пића. 
Свежи сир се често меша са павлаком и свежим зачинским биљем као јело за доручак, као и додаје се салатама и користи се у колачима и другим десертима као што је ужина од скуте. 2012. грицкалица од скуте Карумс је проглашена за омиљени производ летонских потрошача, са 20% гласова.  За ручак, свежи сир се традиционално једе са куваним кромпиром, благо сланом харингом, младим луком и павлаком. 
Од почетка 20. века у Руцави се прави посебна врста путера – бели путер. Много је мањи од обичног путера, са просечним садржајем масти од 40%. Ова врста путера је 2018. године добила класификацију заштићеног порекла у Европској унији.   Маслац од конопље се прави од фино млевеног прженог семена конопље, помешаног са путером или уљем конопље. 
Сиру се често додају семенке, ораси, суво воће или мешавине сувог биља. Такође се често дими или одлежава у уљу, али се свеж сир служи са белим луком или зачинским биљем.  Јани, свеж сир од киселог млека са семенкама кима, прави се и служи током летњег фестивала Јани и сматра се симболом летонске културе и уврштен је у регистар загарантованих традиционалних специјалитета ЕУ 2015. 

### Супе
Супе се обично праве од поврћа и бујона или кефира. Летонци једу и хладни боршч, рибљу чорбу, супу од кисељака и супу од печурака.  Традиционални летонски десерт је супа од раженог хлеба, шлага, сувог воћа и брусница.
Хладни боршч се обично једе током пролећа и лета. Састоји се од кефира или киселог млека, куване цвекле, сецкане ротквице, свежих краставаца, куваних јаја и свежег зачинског биља. 

### Хлеб
Ражени хлеб је вековима био национална храна и уврштен је у Летонски културни канон и у регистар загарантованих традиционалних специјалитета ЕУ.  Хлеб је сличан руском или немачком црном хлебу и прави се од грубог раженог брашна, слада и семена кима и традиционално се пече у пећи на дрва. Друга популарна врста хлеба је хлеб од киселог теста направљен од фино млевеног раженог брашна и семена кима. Пржени ражени хлеб са белим луком и мајонезом често се служи као предјело у ресторанима и баровима. Историјски бели хлеб сматран је деликатесом и јео се само у свечаним приликама. 

### Пецива
Популарно пециво су спекрауши, лепиње од пшеничног или раженог брашна пуњене фино исеченом сланином и луком. Понекад се у тесто додају и семенке кима.  Клингерис, велика слатка переца са сувим воћем и зачинима, обично се служи као десерт у посебним приликама, као што су имендани и рођендани. Скландраусис је традиционално јело у летонској кухињи које има ливонско порекло; то је слатка пита, направљена од раженог теста и пуњена пире кромпиром и шаргарепом и зачињена кимом. 2013. године, скландраусис је добио ознаку „Загарантован традиционални специјалитет“ од Европске комисије.  Такође су веома популарне и палачинке од кромпира са димљеним лососом и павлаком.

### Пиће
Древни Летонци су пре 13. века кували пиво, медовину и пиво од меда, како за свечане прилике, тако и за свакодневну употребу. После балтичких крсташких ратова, на локално варење пива утицале су нове западноевропске технике. На пример, пре тога се користило много биљака, али их је заменио хмељ као конзерванс и арома. Занатска пивара која се ослања на древне традиције пиварства је Labietis који користи широк избор биља, цвећа, бобичастог воћа и зачина у својим напицима. 
Веома популарно пиће у пролеће је свеж сок од брезе. Традиционално, конзервисано је додавањем сувог грожђа, коре лимуна и гранчица црне рибизле. Сваког пролећа сок од брезе се продаје на пијацама и на тезгама поред пута, али се може видети и у префињенијим производима, као што су лимунада од брезовог сока, газирано и пенушаво вино, кувано вино и ракија од брезовог сока.
Квас је такође остао популаран у Летонији. У Летонској ССР квас су продавали улични продавци из колица са великим жутим канистерима, док се данас масовно произведен квас може купити у супермаркетима. 
Са развојем хладно-отпорних сорти грожђа погоднијих за северну климу, винарство је постало све чешће у Летонији. Осим тога, праве се и вина од малине, црне рибизле и друга воћна вина, као и јабуковача.  Вино из Сабиле је некада био уписан у Гинисову књигу рекорда као најсевернији виноград на отвореном на свету.  Од 1999. у граду се одржава и годишњи фестивал вина.

### Печурке
Летонија има древне традиције које укључују јестиве печурке. Исхрана дивљих гљива је веома популарна у лето и јесен. Модерна, али и традиционална припрема печурака је веома популарна. У Летонији постоји око 4.100 познатих врста печурака, од којих су 1100 печурке. Отприлике четвртина од њих је јестиво. Најпопуларнији јестиви су разни вргањи и кантарели. Традиционални сос од печурака прави се од дивљих печурака, лука, белог лука, слатке или киселе павлаке, а понекад и сланине. Обично се једе уз кувани кромпир и слане краставце.

## Галерија
- Спекрауши
- Сиви грашак са прженим мрвицама и ротквицама
- Јечмена каша са млеком, кромпиром и шпек
- Топло димљене скуша и европске плаве
- шваргла
- Слојевити ражени хлеб
- Мус од црвене рибизле
- Ужина од скуте
- Медењаци из Летоније
- Александерторте